# Чинто-Эуганео
Чинто-Эуганео (итал. Cinto Euganeo) — коммуна в Италии, располагается в провинции Падуя области Венеция.
Население составляет 2035 человек, плотность населения составляет 107 чел./км². Занимает площадь 19 км². Почтовый индекс — 35030. Телефонный код — 0429.
В коммуне имеются

## Храмы

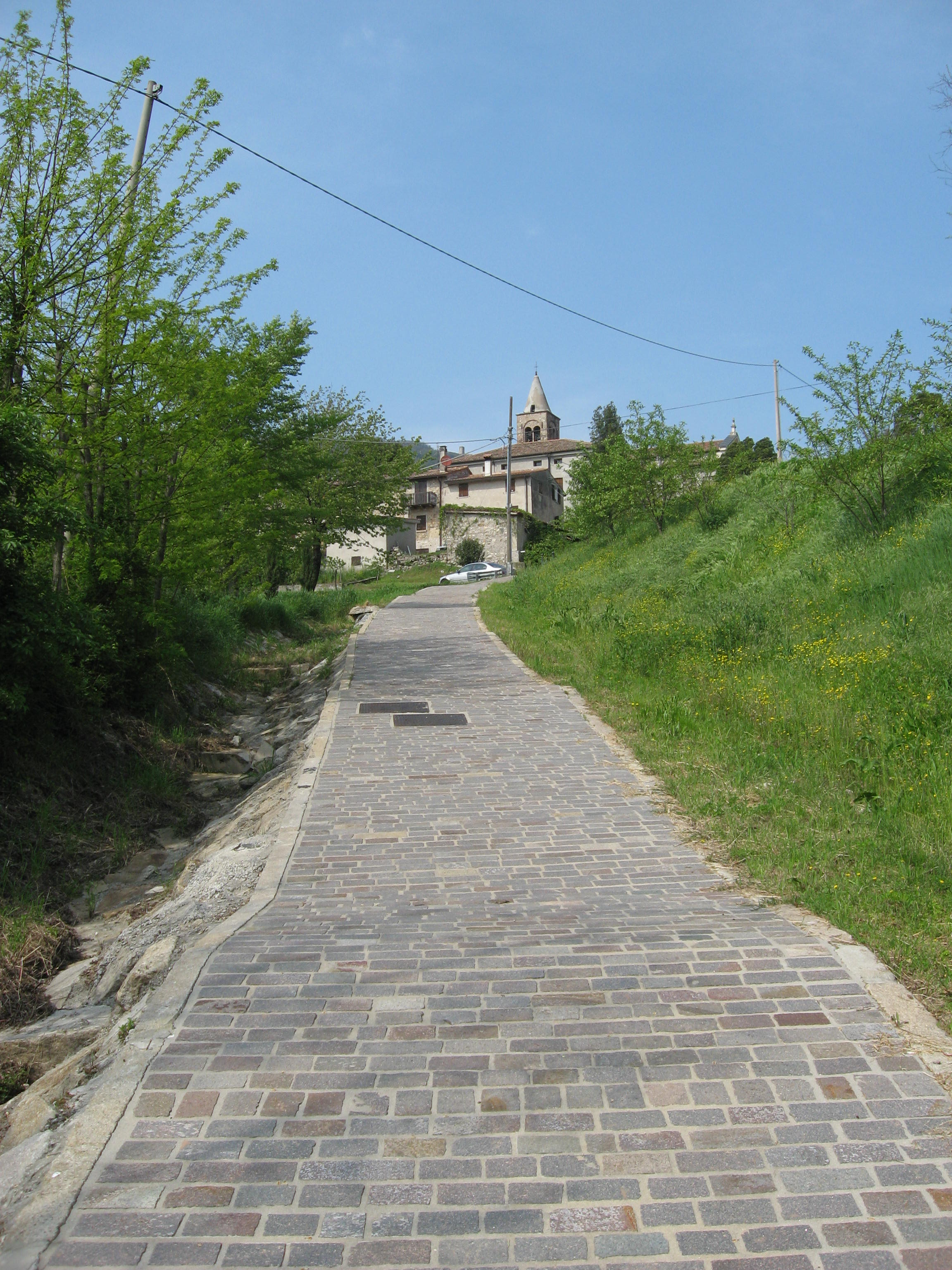
Veduta di Faedo

- Успенский храм (Чинто-Эуганео)[итал.], колокольня возведена на месте остатков башни в Castello del Monte Cinto.
- Храм святых Назария и Цельсия (Чинто-Эуганео)[итал.].

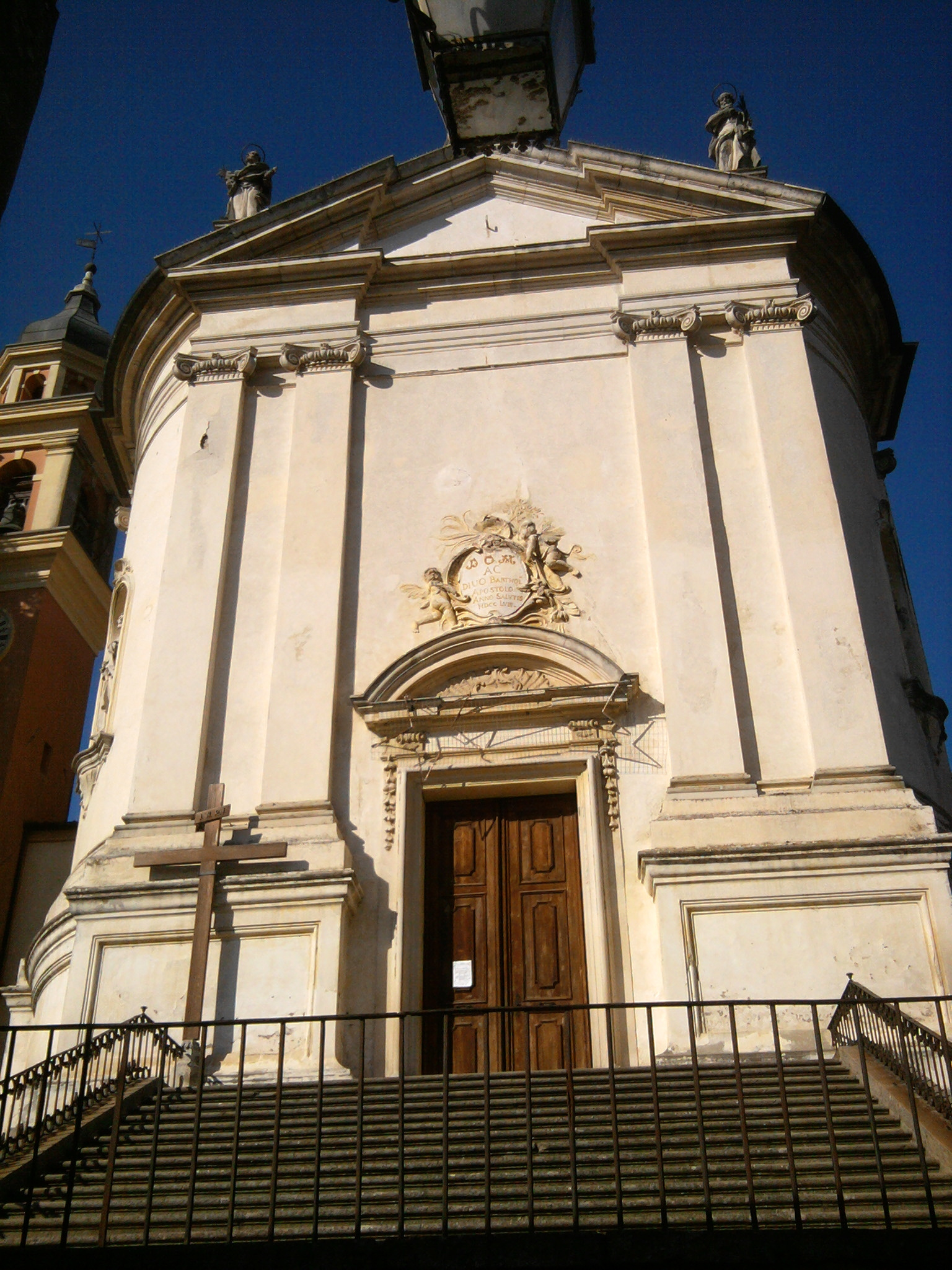
La chiesa di Valnogaredo

- Храм святого апостола Петра (Чинто-Эуганео)[итал.].
- Храм святого Доната (Чинто-Эуганео)[итал.].
- Храм святого апостола Варфоломея (Чинто-Эуганео)[итал.].

- Малый храм святой Лукии [1].
- Монастырь Оливетани.